# Sara Frece
Sara Frece, slovenska kolesarka, * 17. februar 1984.
Nastopila je na kronometru Svetovnega prvenstva v cestnem kolesarstvu 2013 v Firencah.